# Inmunoensayo magnético
El inmunoensayo magnético (MIA) es un tipo de inmunoensayo de diagnóstico que utiliza perlas magnéticas como etiquetas en lugar de enzimas convencionales (ELISA), radioisótopos (RIA) o elementos fluorescentes (inmunoensayos fluorescentes) para detectar un analito específico. El MIA implica la unión específica de un anticuerpo a su antígeno, donde se conjuga una etiqueta magnética a un elemento del par. La presencia de las cuentas magnéticas se detecta entonces mediante un lector magnético (magnetómetro) que mide el cambio de campo magnético inducido por las cuentas. La señal medida por el magnetómetro es proporcional a la concentración del analito (virus, toxina, bacteria, marcador cardíaco, etc.) en la muestra inicial.

## Etiquetas magnéticas
Las perlas magnéticas están formadas por partículas de óxido de hierro de tamaño nanométrico encapsuladas o pegadas con polímeros. Estas perlas magnéticas oscilan entre 35 nm y 4,5 μm. Las nanopartículas magnéticas que las componen oscilan entre 5 y 50 nm y presentan una cualidad única denominada superparamagnetismo en presencia de un campo magnético aplicado externamente. Descubierta por primera vez por el francés Louis Néel, Premio Nobel de Física en 1970, esta cualidad superparamagnética ya se ha utilizado para aplicaciones médicas en imágenes por resonancia magnética (IRM) y en separaciones biológicas, pero todavía no para el etiquetado en aplicaciones de diagnóstico comercial. Las etiquetas magnéticas presentan varias características muy bien adaptadas para tales aplicaciones:
- no se ven afectadas por la química de los reactivos ni por el fotoblanqueo y, por tanto, son estables en el tiempo,
- el fondo magnético en una muestra biomolecular suele ser insignificante,
- la turbidez o la tinción de la muestra no afectan a las propiedades magnéticas,
- las cuentas magnéticas pueden ser manipuladas a distancia por el magnetismo.

## Detección
El inmunoensayo magnético (MIA) es capaz de detectar moléculas selectas o patógenos mediante el uso de un anticuerpo marcado magnéticamente. Funcionando de forma similar a la de un ELISA o Western Blot, se utiliza un proceso de unión de dos anticuerpos para determinar las concentraciones de los analitos. El MIA utiliza anticuerpos que recubren una perla magnética. Estos anticuerpos se unen directamente al patógeno o la molécula deseada y la señal magnética que emiten las perlas unidas se lee mediante un magnetómetro. La mayor ventaja que ofrece esta tecnología para la inmunotinción es que puede llevarse a cabo en un medio líquido, mientras que métodos como ELISA o Western Blotting requieren un medio estacionario para que la diana deseada se una antes de que pueda aplicarse el anticuerpo secundario (como la HRP [peroxidasa de rábano]). Dado que la MIA puede realizarse en un medio líquido, se puede llevar a cabo una medición más precisa de las moléculas deseadas en el sistema modelo. Dado que no es necesario el aislamiento para obtener resultados cuantificables, los usuarios pueden controlar la actividad dentro de un sistema. Obtener una mejor idea del comportamiento de su objetivo.
Las formas en que puede producirse esta detección son muy numerosas. La forma más básica de detección consiste en hacer pasar una muestra por una columna de gravedad que contiene una matriz de polietileno con el anticuerpo secundario. El compuesto objetivo se une al anticuerpo contenido en la matriz, y cualquier sustancia residual se lava con un tampón elegido. A continuación, los anticuerpos magnéticos se hacen pasar por la misma columna y, tras un periodo de incubación, se lavan los anticuerpos no unidos utilizando el mismo método anterior. La lectura obtenida de las perlas magnéticas unidas al objetivo que es capturado por los anticuerpos en la membrana se utiliza para cuantificar el compuesto objetivo en solución.
Además, al ser una metodología tan similar a la de ELISA o Western Blot, los experimentos de MIA pueden adaptarse para utilizar la misma detección si el investigador desea cuantificar sus datos de forma similar.

## Magnetómetros
Un instrumento sencillo puede detectar la presencia y medir la señal magnética total de una muestra, sin embargo, el reto de desarrollar un MIA eficaz es separar el fondo magnético que se produce de forma natural (ruido) del débil objetivo marcado magnéticamente (señal). Se han empleado varios enfoques y dispositivos para lograr una relación señal/ruido (SNR) significativa para las aplicaciones de biodetección:
- sensores magnetorresistivos gigantes y válvulas de espín
- voladizos piezorresistivos
- sensores inductivos
- dispositivos de interferencia cuántica superconductores (SQUID)
- anillos magnetorresistivos anisotrópicos
- y sensores Hall en miniatura.

Pero la mejora de la SNR suele requerir un instrumento complejo que proporcione un escaneo repetido y una extrapolación a través del procesamiento de datos, o una alineación precisa del objetivo y el sensor de tamaño miniatura y coincidente. Más allá de este requisito, la MIA que explota las propiedades magnéticas no lineales de las etiquetas magnéticas puede utilizar eficazmente la capacidad intrínseca de un campo magnético para atravesar el plástico, el agua, la nitrocelulosa y otros materiales, permitiendo así verdaderas mediciones volumétricas en varios formatos de inmunoensayo. A diferencia de los métodos convencionales que miden la susceptibilidad de los materiales superparamagnéticos, un MIA basado en la magnetización no lineal elimina el impacto de los materiales lineales dia- o paramagnéticos como la matriz de la muestra, los plásticos consumibles y/o la nitrocelulosa. Aunque el magnetismo intrínseco de estos materiales es muy débil, con valores típicos de susceptibilidad de -10-5 (dia) o +10-3 (para), cuando se investigan cantidades muy pequeñas de materiales superparamagnéticos, como nanogramos por prueba, no se puede ignorar la señal de fondo generada por los materiales auxiliares. En la MIA basada en las propiedades magnéticas no lineales de las etiquetas magnéticas, las perlas se exponen a un campo magnético alterno a dos frecuencias, f1 y f2. En presencia de materiales no lineales, como las etiquetas superparamagnéticas, se puede registrar una señal a frecuencias combinadas, por ejemplo, a f = f1 ± 2×f2. Esta señal es exactamente proporcional a la cantidad de material magnético dentro de la bobina de lectura.
Esta tecnología hace posible el inmunoensayo magnético en una variedad de formatos como:
- ensayo de flujo lateral convencional sustituyendo las etiquetas de oro por etiquetas magnéticas
- pruebas de flujo vertical que permiten interrogar a analitos poco frecuentes (como las bacterias) en muestras de gran volumen
- aplicaciones microfluídicas y biochip

También se ha descrito para aplicaciones in vivo y para pruebas multiparamétricas.

## Usos
La MIA es una técnica versátil que puede utilizarse para una gran variedad de prácticas.
En la actualidad se ha utilizado para detectar virus en las plantas con el fin de detectar patógenos que normalmente devastarían los cultivos, como el virus de la hoja de abanico de la vid, el virus de la hoja de abanico de la vid y el virus X de la patata.
La MIA también puede utilizarse para monitorizar fármacos terapéuticos. El informe de un caso de un paciente de 53 años con trasplante de riñón detalla cómo los médicos pudieron alterar las cantidades del fármaco terapéutico.